# Samoa Amerykańskie na Letnich Igrzyskach Olimpijskich 2020
Samoa Amerykańskie na Letnich Igrzyskach Olimpijskich 2020 – występ kadry sportowców reprezentujących Samoa Amerykańskie na igrzyskach olimpijskich, które odbyły się w Tokio w Japonii, w dniach 23 lipca - 8 sierpnia 2021 roku.
Reprezentacja liczyła sześciu zawodników, którzy wystąpili w 4 dyscyplinach.

## Reprezentantki

### Pływanie
| Zawodnik       | Konkurencja                  | Eliminacje | Eliminacje | Półfinał | Półfinał | Finał    | Finał   | Źródło |
| Zawodnik       | Konkurencja                  | Rezultat   | Pozycja    | Rezultat | Pozycja  | Rezultat | Pozycja | Źródło |
| -------------- | ---------------------------- | ---------- | ---------- | -------- | -------- | -------- | ------- | ------ |
| Tilali Scanlan | 100 metrów stylem klasycznym | 1:10.01    | 32.        | NQ       | NQ       | NQ       | NQ      | [ 3 ]  |

## Reprezentanci

### Lekkoatletyka
| Zawodnik        | Konkurencja        | Eliminacje | Eliminacje | Runda 1  | Runda 1 | Półfinał | Półfinał | Finał    | Finał   | Źródło |
| Zawodnik        | Konkurencja        | Rezultat   | Pozycja    | Rezultat | Pozycja | Rezultat | Pozycja  | Rezultat | Pozycja | Źródło |
| --------------- | ------------------ | ---------- | ---------- | -------- | ------- | -------- | -------- | -------- | ------- | ------ |
| Nathan Crumpton | bieg na 100 metrów | 11,27      | 9.         | NQ       | NQ      | NQ       | NQ       | NQ       | NQ      | [ 5 ]  |

### Podnoszenie ciężarów
| Zawodnik                     | Konkurencja | Rwanie | Rwanie  | Podrzut | Podrzut | Razem  | Pozycja | Źródło |
| Zawodnik                     | Konkurencja | Wynik  | Pozycja | Wynik   | Pozycja | Razem  | Pozycja | Źródło |
| ---------------------------- | ----------- | ------ | ------- | ------- | ------- | ------ | ------- | ------ |
| Tanumafili Malietoa Jungblut | do 109 kg   | 150 kg | 14.     | 180 kg  | 13.     | 330 kg | 13.     | [ 7 ]  |

### Pływanie
| Zawodnik    | Konkurencja             | Eliminacje | Eliminacje | Półfinał | Półfinał | Finał    | Finał   | Źródło |
| Zawodnik    | Konkurencja             | Rezultat   | Pozycja    | Rezultat | Pozycja  | Rezultat | Pozycja | Źródło |
| ----------- | ----------------------- | ---------- | ---------- | -------- | -------- | -------- | ------- | ------ |
| Micah Masei | 100 m stylem klasycznym | 1:04,93    | 46.        | NQ       | NQ       | NQ       | NQ      | [ 9 ]  |

### Żeglarstwo
| Zawodnik                         | Konkurencja | Wyścig | Wyścig | Wyścig | Wyścig | Wyścig | Wyścig | Wyścig | Wyścig | Wyścig | Wyścig | Wyścig | Punkty | Finałowa pozycja | Źródło |
| Zawodnik                         | Konkurencja | 1      | 2      | 3      | 4      | 5      | 6      | 7      | 8      | 9      | 10     | M*     | Punkty | Finałowa pozycja | Źródło |
| -------------------------------- | ----------- | ------ | ------ | ------ | ------ | ------ | ------ | ------ | ------ | ------ | ------ | ------ | ------ | ---------------- | ------ |
| Adrian Hoesch Tyler Justus Paige | Klasa 470   | 18     | 19     | 18     | 17     | 17     | 16     | 19     | 18     | 18     | 18     | NQ     | 159    | 18.              | [ 12 ] |